# 石川正道
石川 正道（いしかわ まさみち、1955年 - ） は、日本の材料科学者。三菱総合研究所先端科学研究所所長や、東京工業大学統合研究院教授、日本マイクログラビティ応用学会会長を務めた。日刊工業新聞社技術・科学図書文化賞受賞。

## 人物・経歴
愛知県生まれ。1978年東北大学理学部化学科卒業。1983年東京工業大学大学院総合理工学研究科博士課程修了、工学博士。1994年日刊工業新聞社技術・科学図書文化賞受賞。三菱総合研究所先端科学研究所長を経て、2004年東京工業大学物質科学創造専攻教授。2005年東京工業大学統合研究院教授。2013年日本マイクログラビティ応用学会会長。